# Hohenhorster Bauerschaft
Hohenhorster Bauerschaft è una frazione (Ortschaft) del comune di Isernhagen, nel land della Bassa Sassonia, in Germania.

## Storia
Già comune autonomo nel circondario di Burgdorf, fu soppresso e incorporato a Isernhagen il 1º marzo 1974.